# 布吕尼-沃当库尔
布吕尼-沃当库尔（法語：Brugny-Vaudancourt，法語發音：[bʁyɲi vodɑ̃kuʁ]）是法国马恩省的一个市镇，属于埃佩尔奈区。该市镇于1852年由原市镇布吕尼（Brugny）和沃当库尔（Vaudancourt）合并而成。

## 地理
布吕尼-沃当库尔（48°59'57"N, 3°53'11"E）面积19.87 平方千米，位于法国大東部大區马恩省，该省份为法国东北部内陆省份，北起阿登省，西北接埃纳省，西南接塞纳-马恩省，南至奥布省，东南接上马恩省，东临默兹省。
与布吕尼-沃当库尔接壤的市镇（或旧市镇、城区）包括：维奈、圣马丹达布卢瓦、勒拜济勒、沙沃-库尔库尔、蒙莫尔-吕西、莫朗日斯。

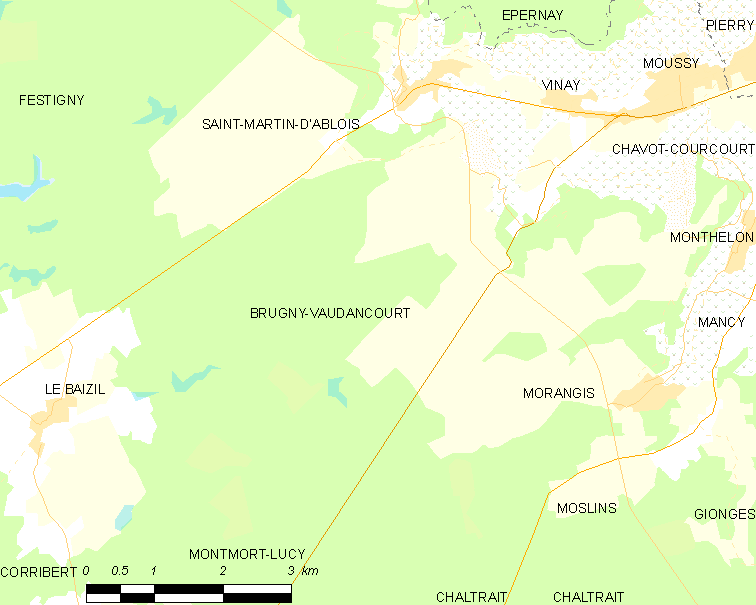
布吕尼-沃当库尔的OSM定位图

布吕尼-沃当库尔的时区为UTC+01:00、UTC+02:00（夏令时）。

## 行政
布吕尼-沃当库尔的邮政编码为51530，INSEE市镇编码为51093。

## 政治
布吕尼-沃当库尔所属的省级选区为埃佩尔奈第二县。

## 人口

1962-2008年间布吕尼-沃当库尔人口变化图示

布吕尼-沃当库尔于2022年1月1日时的人口数量为437人。